# Orte Sotterranea
Orte sotterranea è un progetto di studio e ricerca volto alla fruizione degli ambienti ipogei e della rete cunicolare della cittadina di Orte. Il progetto, sostenuto dall'Amministrazione Comunale, coordinato dalla Direzione Scientifica del Museo Civico Archeologico (dott. Stefano Del Lungo, dott. Giancarlo Pastura) con il supporto della Soprintendenza per i Beni Archeologici per l'Etruria Meridionale e promosso dall'Associazione Culturale VeramenteOrte, ha permesso la costituzione di un'offerta turistica di primo livello. 
Orte è un abitato che vanta una continuità di vita dalla fine dell'età del Bronzo (XII secolo a.C.) ai tempi odierni. All'interno della rupe che lo accoglie, nel corso di quasi 2500 anni di vita ininterrotta, sono state ricavate la rete di rifornimento idrico (cunicoli, cisterne, pozzi) e di evacuazione delle acque reflue, i magazzini, i depositi, le cantine, le stalle, le colombaie, alcuni vani di abitazione, i laboratori artigianali (per la lavorazione di lana e canapa), i lavatoi, le fontane, i triclini estivi, i vivai e i luoghi di delizie di giardini privati.
L'insieme di queste attività è quindi oggi visibile al visitatore in un viaggio attraverso i secoli, che ha inizio dalla fontana ipogea di Piazza della Libertà e si snoda per centinaia di metri nel cuore della rupe visitando acquedotti, colombaie e pozzi di neve.

## La rete idraulica Ipogea
Fontana Ipogea
Scavata probabilmente in epoca romana in corrispondenza ad un fenomeno molto più ampio di monumentalizzazione dell'abitato, è il terminale dell'antico acquedotto, il cui condotto principale viene comunemente datato tra VI e V sec. a.C. Per lungo tempo si è trattato dell'unica fonte di approvvigionamento e deposito idrico pubblico della città. Sono evidenti i segni presenti sulle lastre dei vasconi da attribuire alle brocche delle donne che per secoli hanno fatto la fila per attingere acqua. Gli statuti cittadini prevedevano sanzioni severe per chiunque l'avesse sporcata. Un custode, incaricato dai Priori, era tenuto a pulirla e tenere le chiavi della porta che a nessuno era lecito aprire all'infuori di lui. L'aspetto fisico attuale della fontana è dovuto alle sistemazioni avvenute nel primo seicento.
I cunicoli
Il cunicolo principale è stato concepito, a partire dal VI-V sec. a.C., come mezzo di recupero dell'acqua piovana infiltratasi all'interno del banco tufaceo e per trasferire alle fontane urbane quelle provenienti dalle sorgenti delle Grazie. Il condotto principale della rete, lunga complessivamente 1600 m, dalla fontana ipogea di Piazza della Libertà giunge alla rocca e permette di leggere tutte le tracce di lavorazione e di installazione del cantiere per la sua realizzazione.
Al suo interno si conservano una successione di pozzi ascenzionali per il recupero del materiale cavato, le controsoffittature della volta, recanti i segni delle cannucce e delle piccole centine impiegate per la messa in opera, e le aperture laterali di sfogo per l'acqua, in caso di superamento dei livelli di guardia. Attualmente il percorso di visita inizia nella fontana ipogea e termina, dopo un tragitto lungo circa 280 m, in prossimità del cosiddetto “Arco del Vascellaro” in corrispondenza dell'omonimo ipogeo.
Ipogeo del Vascellaro
In corrispondenza dell'omonimo arco e dell'ex chiesa di San Gregorio, è ubicato un ipogeo che può essere considerato l'esempio eclatante della continuità di vita e di utilizzo del sottosuolo ortano. Lo scavo di esso, intrapreso dal fronte della rupe, ha intercettato il condotto principale e ne ha completamente asportato la parete occidentale, defunzionalizzandolo. L'ambiente, di pianta orientativamente rettangolare (6 X 3 m) ospita un palmento per la pigiatura dell'uva. Nella parete orientale un recinto murario delimita un piccolo ambiente pavimentato in pianelle messo in comunicazione con una vaschetta posta ad un livello inferiore e scavata interamente nel tufo. Il prodotto della pigiatura, effettuata all'interno dell'ambiente pavimentato, confluiva, con ogni probabilità, all'interno della vasca, avviando così il ciclo produttivo.
Cisterna di Piazza Fratini
Un passo dello storico cinquecentesco Leoncini ci informa che “Al Vescovado vi era il pozzo presso la via che ne andava alla chiesa di San Lorenzo (attuale sede della banda comunale)” e che “ove vi è la porta vi era una strada per la quale si entrava alla Chiesa di San Lorenzo per una porta piccola et ivi era il pozzo dell'acqua”. La descrizione offerta rispecchia appieno le caratteristiche del chiostro ubicato in piazza Fratini e che rappresenta uno degli accessi al complesso ipogeo. Questo risulta distribuito su due livelli; tramite una ripida scala si accede ad un vano ipogeo a pianta quadrata utilizzato come cantina e da questo si diparte un'altra scalinata che permette di accedere al livello inferiore. Qui si incontra una rete di cunicoli di cui quello centrale consente di collegarsi al condotto principale dopo un percorso lungo circa 30 m (condotto di destra) e di visitare dall'interno la cisterna di Piazza Fratini (condotto di sinistra). Percorrendo il breve tratto del condotto di sinistra sulle pareti si nota la presenza di due cunicoli intercettati e obliterati dallo scavo del ramo centrale: questo consente di affermare con certezza che i cunicoli intercettati sono più antichi di quelli visitabili. Risulta di particolare pregio l'imbocco al cunicolo di sinistra in quanto inquadrato da colonnine scavate nel tufo.
Pozzo di Cocciopesto
Da una diramazione laterale del cunicolo principale si accede a questi vani che non hanno alcuna connessione con la funzionalità idrica di quest'ultimo. Il “pozzo di cocciopesto” è un ambiente di forma pressoché circolare avente diametro di circa 4 metri ed è un ambiente che ha avuto una continuità di vita notevole che va almeno dal I secolo a.C. fino ai tempi recenti. Ad un originario pozzo di pianta circolare e con imbocco rettangolare è stato affiancato in età medievale (nel XIII secolo a giudicare dalla tecnica di costruzione) un pozzo “a tufelli” che non ha funzionalità idrica ma quello di comune fossa granaria. La trasformazione del vano in fossa granaria ha alterato la pianta originale del pozzo romano rivestito in cocciopesto regolarizzandone le pareti e facendo perdere la circolarità della planimetria che risulta tuttavia leggibile dalle tracce di scavo conservate. Il contatto fisico diretto con il cunicolo è stato involontariamente realizzato al momento dello scavo di una cantina che ha intercettato da un lato l'acquedotto e dall'altro il pozzo. Proprio la realizzazione della cantina segna la definitiva trasformazione del complesso che riutilizza come rimessaggio, munendolo di una scalinata, anche la vasca del pozzo.
 Ninfeo Rinascimentale 
La rete idraulica ipogea sopra descritta alimentava anche, attraverso un cunicolo che parte direttamente dalla fontana di piazza e percorre il paese da nord a sud, il pregevole ninfeo di via Solferino, costruito nel XVI secolo e appartenuto a un convento di suore. 
Il complesso sotterraneo, interamente scavato nel tufo, sottostante a un giardino anch'esso rinascimentale, ha affaccio sul lato sud della rupe, e si articola in due livelli sovrapposti, a loro volta suddivisi in diversi ambienti. tutti gli ambienti sono caratterizzati dalla presenza di fontane e vasche comunicanti, tutte scolpite nel tufo e di forme differenti che fanno del ninfeo di Orte un complesso unico nel suo genere.

## Le attività produttive

### Pozzo di neve
Pozzo di Neve è la definizione che viene data agli ambienti di conserva della neve che svolgevano la funzione delle odierne celle frigorifere.
Ubicato nei locali sotterranei dell'Ospedale cittadino rispecchia, insieme agli altri sotterranei, la storia dell'ospedale stesso. 
L'insieme di ambienti e passaggi che compongono il complesso ipogeo, del quale fa parte anche il pozzo di neve, risale ad epoche diverse.
Un intreccio di cunicoli, probabilmente diramazioni del condotto principale e muniti di chiuse per deviare temporaneamente il flusso delle acque al fine di permettere la manutenzione dei condotti stessi, risale, probabilmente, all'età romana.
Risale al pieno medioevo, in fase con l'impianto dell'Ospedale dei Raccomandati, la realizzazione di un ambiente ipogeo che intercetta e defunzionalizza i cunicoli; l'acqua veniva così suddivisa tra rifornimento della grande cisterna (ramo di destra) e alimentazione del limitrofo lavatoio (ramo di sinistra).
Al XIX secolo risale, probabilmente, lo scavo della rampa per lo scivolo delle botti e della camera che ospita il pozzo di neve.
Costruito nel 1891, questa opera rappresenta una rarità poiché è una delle poche del suo genere a conservare un'iscrizione graffita che ci indica committente, data di realizzazione, destinazione d'uso e identità dell'artefice.
La neve, trasportata in blocchi compatti dai Monti Cimini avvolti completamente nella paglia, veniva depositata all'interno della struttura e garantiva la refrigerazione di tutto l'ipogeo.

### Colombaia rupestre
Con il termine di colombaie rupestri si indica quella classe di cavità artificiali che contraddistinguono l'areale corrispondente all'Etruria meridionale. Si tratta di camere ipogee ricavate sul ciglio superiore dei pianori tufacei, spesso in prossimità o al di sotto di nuclei abitati tuttora esistenti; sono caratterizzate da pareti quasi totalmente ricoperte da nicchiette, disposte ordinatamente su più file, e da finestre, non sempre conservate. L'allevamento del colombo, in epoca romana, doveva essere molto remunerativo: Varrone indica il valore di una coppia di bei piccioni, venduta al mercato dell'Urbe, pari a 200 nummi o addirittura a 1000. 
Scendendo una rampa che da Piazza Solferino scendeva sul ciglione settentrionale della rupe ci si imbatte in un complesso ipogeo composto da due ambienti accessibili per mezzo di una lunga scalinata e provvista di due finestre che affacciano sul fiume Tevere.
Databile al XIII secolo, la piccionaia ha subito, nei secoli successivi, significativi cambiamenti di destinazione d'uso per via delle mutazioni climatiche che hanno portato i piccioni a nidificare sull'altro versante della rupe.
Gli ambienti interni sono stati trasformati, inizialmente, in laboratori tessili e di falegnameria e, successivamente, in cantine.